# Partito Nazionalista Cornico
Il Partito Nazionalista Cornico (CNP; in cornico: An Parti Kenethlegek Kernow) è un partito politico, fondato dal Dott. James Whetter, che fece campagna per l'indipendenza della Cornovaglia. È stato formato da persone che hanno lasciato il principale partito nazionalista della Cornovaglia Mebyon Kernow il 28 maggio 1975, che non è più per l'indipendenza.
Un partito separato con un nome simile (Partito Nazionalista Cornico) esisteva dal 1969.
La scissione con Mebyon Kernow si basava sullo stesso dibattito che si stava verificando nella maggior parte degli altri partiti politici che facevano campagna per l'autonomia dal Regno Unito all'epoca (come il Partito Nazionale Scozzese e Plaid Cymru): se essere un partito di centro-sinistra, facendo appello all'elettorato su una linea socialdemocratica o se fare appello emotivamente su una linea culturale di centro-destra. In origine, un altro argomento della scissione era se abbracciare la devoluzione come primo passo verso la piena indipendenza (o come unico passo se questo era ciò che l'elettorato desiderava) o che fosse "tutto o niente".
Il CNP ha essenzialmente rappresentato una prospettiva più di destra da parte di coloro che non sono d'accordo sul fatto che gli argomenti economici avevano maggiori probabilità di ottenere voti rispetto a quelli culturali. Il CNP ha lavorato per preservare l'identità celtica della Cornovaglia e migliorare la sua economia, e ha incoraggiato i collegamenti con la gente della Cornovaglia all'estero e con altre regioni con identità distinte. Diede anche supporto alla lingua cornica e commemorò Thomas Flamank, un leader della Ribellione della Cornovaglia nel 1497, durante una cerimonia annuale a Bodmin il 27 giugno di ogni anno.

## Obbiettivi
Gli obiettivi del CNP erano:
- Proteggere l'identità della Cornovaglia.
- Migliorare l'economia
- Mantenere legami con gli emigrati cornici e con altre regioni con un'identità distinta.
- Supportare l'uso e lo sviluppo della lingua cornica.

Il CNP pubblica una rivista trimestrale: The Cornish Banner (in cornico: An Baner Kernewek).